# Festival di Napoli
Il Festival di Napoli, noto anche come Festival della Canzone Napoletana, è una competizione canora nata a Napoli nel 1952 e cessata nel 1971. È stato ripreso in varie edizioni dal 1981 fino al 2004. Gli spettacoli, dal 1952 al 1970 e l'isolata edizione del 1981, furono trasmessi dalla Rai, mentre tra il 1998 e il 2004, in chiave rielaborata, furono trasmessi da Rete 4. Dal 2015 il festival viene ripreso al Teatro Politeama con la denominazione Festival di Napoli Lyric e New Generation.
Con la conduzione di un giovane Pippo Baudo fa da sfondo alla parte finale del film Operazione San Gennaro (1966) per la regia di Dino Risi.

## Storia
Simbolo della Canzone napoletana della seconda metà del Novecento, il Festival della Canzone napoletana nasce nella città partenopea nel 1952, l'anno successivo alla nascita del Festival di Sanremo, e si svolge del Teatro Mediterraneo di Napoli.
Tra i protagonisti del Festival della Canzone napoletana, dal 1952 al 1970, ricordiamo i cantanti napoletani Mario Abbate, Aurelio Fierro, Nunzio Gallo, Maria Paris, Giacomo Rondinella, Sergio Bruni, Gloria Christian, Mario Trevi, Fausto Cigliano, Franco Ricci, Mirna Doris, Tony Astarita, Mario Merola, Mario Da Vinci, Enzo Del Forno, Peppino di Capri, Gianni Nazzaro, Nino Fiore, Antonio Buonomo, Tullio Pane, Peppino Gagliardi, Gloriana, Giulietta Sacco, Bruno Venturini, Tony Bruni.
A questi si affiancheranno cantanti provenienti dal Festival di Sanremo, come Carla Boni, Wilma De Angelis, Domenico Modugno, Ornella Vanoni, Claudio Villa, Giorgio Gaber, Fred Bongusto, Nilla Pizzi, Oscar Carboni, Giorgio Consolini, Tony Dallara, Jula de Palma, Johnny Dorelli, Marino Marini, Miranda Martino, Milva, Gino Latilla, Luciano Tajoli, Achille Togliani, Luciano Virgili, Narciso Parigi, Katyna Ranieri, Flo Sandon's, Dean Reed, Teddy Reno, ed attori come Franco Franchi, Oreste Lionello, Nino Taranto, Renato Rascel, Ombretta Colli, Lando Fiorini, Beniamino Maggio e Angela Luce.
Lo spettacolo vedrà in veste di presentatori, nel corso degli anni, personaggi come Nunzio Filogamo, Enzo Tortora, Corrado, Pippo Baudo, Mike Bongiorno, Daniele Piombi.
Interrotto nel 1971, dopo un tentativo di rilancio nel 1973 con la Piedigrotta: Le nuove Canzoni di Napoli, fu restituito alla città nel 1981, assumendo il nome di Festival di Napoli '81. Lo spettacolo, diviso in tre serate ed organizzato dalla DAN con l'apporto della Rai e del patrocinio della Regione Campania, fu presentato da Franco Solfiti, coadiuvato da Maria Laura Soldano, e trasmesso rigorosamente a colori dal Teatro Metropolitan di Napoli sull'emittente televisiva Rai Tre dalle ore 22.30 fino alla conclusione. La diretta radiofonica avvenne sul secondo programma Rai dalle ore 22.45.
Dopo quell'edizione il Festival, ancora una volta, vide un lungo periodo di pausa, finché è ripreso nel 1998 per concludersi nel 2004, trasmesso su Rete 4, anche se con spirito e risultati diversi..
Dal 2015 il Festival di Napoli viene nuovamente rilanciato al Teatro Politeama e ribattezzato in "Festival di Napoli New Generation".

## Vincitori

I maestri Cinico Angelini e Giuseppe Anepeta al festival del 1952

### Festival della Canzone Napoletana

#### Trasmissione Rai
- 1952: Nilla Pizzi e Franco Ricci - Desiderio 'e Sole
- 1953: Il festival non si tenne, perché fu progettato inizialmente con cadenza biennale, scelta poi abbandonata dall'Organizzazione.
- 1954: Tullio Pane e Achille Togliani - Suonno d'ammore
- 1955: Gino Latilla con Carla Boni e Maria Paris - 'E stelle 'e Napule
- 1956: Grazia Gresi e Aurelio Fierro - Guaglione
- 1957: Marisa Del Frate - Malinconico autunno
- 1958: Nunzio Gallo e Aurelio Fierro - Vurria
- 1959: Fausto Cigliano e Teddy Reno - Sarrà chi sa?
- 1960: Ruggero Cori e Flo Sandon's - Serenata a Margellina
- 1961: Aurelio Fierro e Betty Curtis - Tu si' 'a malincunia
- 1962: Sergio Bruni e Gloria Christian - Marechiaro marechiaro
- 1963: Claudio Villa e Maria Paris - Jammo ja'
- 1964: Domenico Modugno e Ornella Vanoni - Tu sì 'na cosa grande
- 1965: Mario Abbate e Isabella Jannetti - Core napulitano
- 1966: Sergio Bruni e Robertino - Bella
- 1967: Nino Taranto e I Balordi - 'O matusa
- 1968: Mirna Doris e Tony Astarita - Core spezzato
- 1969: Aurelio Fierro e Mirna Doris - Preghiera a 'na mamma
- 1970: Peppino di Capri e Gianni Nazzaro - Me chiamme ammore
- 1971: il Festival viene interrotto dalla RAI prima della sua conclusione
- 1981: Mario Da Vinci - 'A mamma

#### Trasmissione Rete 4
- 1998: Carmelo Zappulla - Sempe (categoria big) / Ylenia - Ehi Pascà
- 1999: Gianni Fiorellino - Girasole
- 2000: Pia Paterno - Sempre con te
- 2001: Mario e Francesco Merola - L'urdemo emigrante
- 2002: Anna Calemme e gli Istentales - Vorrei
- 2003: Roberto Polisano - Amore senza parole
- 2004: Marika[non chiaro] - Astrigneme

### Festival di Napoli New Generation
- 2015: Giusi Barone - Voglia d'alluccà
- 2016: Marianna Corrado - Addò me porta 'o mare
- 2017: Antonya Di Iorio - Core e penziero
- 2018: Concetta De Luisa  - Puortame cu' te
- 2019: Antonio Petrosillo - Parlanno 'e te
- 2020: Enrica La Femelle - 'Na Vota Ancora / Imma D'Inverno - Sta Città
- 2021: Lino Galiero - 'O sole
- 2022: Senza gara canora - Tributo ai grandi autori contemporanei
- 2023: Enrica La Femelle - Maschere
- 2024: Gianni Pernice - Vulesse essere

## IlGiugno della Canzone Napoletana
Improntata sullo stile del Festival di Napoli, il Giugno della Canzone Napoletana si svolse a Napoli nel 1961, al Teatro Mediterraneo, e vide un debuttante Pippo Baudo alla conduzione del programma. Furono presentate ventiquattro canzoni interpretate da ventisei artisti provenienti dal panorama della canzone napoletana e della Canzone italiana: da Sergio Bruni a Milva, da Nilla Pizzi a Mario Abbate, da Nunzio Gallo ad Achille Togliani. La gara sarà vinta da Milva e Nunzio Gallo con la canzone Credere. 
L'artista rivelazione della manifestazione si rivelerà il giovane Mario Trevi che, interpretando Mare verde (Giuseppe Marotta - Salvatore Mazzocco), con Milva, si aggiudica il secondo posto. Al terzo posto si posizionano Sergio Bruni e Luciano Virgili con T'e pigliato 'o sole. 
La votazione avviene tramite le schedine dell'Enalotto. Le schedine giocate per la manifestazione sono 897.925, per un incasso di circa 90 milioni di lire.

## IlGran Festival di Piedigrotta
Richiamando alle vecchie Audizioni di Piedigrotta, il Gran Festival di Piedigrotta si svolse a Napoli nel 1962, al Teatro Mediterraneo della Mostra D'Oltremare. La manifestazione nasce come contro risposta al Festival di Napoli, selezionando brani dallo stile moderno, contrariamente alla linea classica del festival partenopeo. La manifestazione è l'ultima che vede come direttore d'orchestra il M° Giuseppe Anepeta, infatti quest'ultimo morirà l'anno seguente. Il Gran Festival di Piedigrotta verrà vinto dal brano Mandulinata blu (Martucci - Mazzocco), interpretata da Emilio Pericoli e Mario Trevi. Al secondo posto si posizioneranno Gina Armani e Alberto Berri con Serenata a Surriento, e al terzo Lucia Altieri e Nelly Fioramonti con Cielo e mare. La Rai, in chiusura della manifestazione, s'impegna a promuovere tutti i motivi finalisti in quindici trasmissioni radiofoniche.
Dopo questa edizione, la rassegna verrà annullata.

## LaPiedigrotta: Le nuove Canzoni di Napoli 1973
Dopo il Gran Festival di Piedigrotta del 1962, il nome della Piedigrotta torna nel titolo di una manifestazione musicale partenopea. Questa volta, però, per evitare polemiche e denunce da parte degli autori non accettati dalla giuria esaminatrice, non ci sono vincitori né vinti. La Piedigrotta: Le nuove Canzoni di Napoli si svolge al Teatro Mediterraneo di Napoli, sede storica del Festival di Napoli, e viene trasmessa radiofonicamente in prima serata. Le canzoni vengono eseguite in gruppi di dodici, divise nelle prime due serate. Nella terza serata vengono eseguiti tutti i brani, con ripresa televisiva RAI. È condotta da Nino Taranto con ospite d'onore Gina Lollobrigida.
Pur non trattandosi di una competizione, il noto cantante Mario Abbate viene escluso dall'evento. L'artista manifesta il proprio disappunto nei confronti dell'organizzazione, chiedendo spiegazioni sulle motivazioni che hanno determinato la sua esclusione.
Per rimediare a quello che viene percepito come un grave e imbarazzante errore, gli organizzatori promettono ad Abbate la possibilità di interpretare la sigla della manifestazione. Tuttavia, tale promessa non viene mantenuta e l'artista ne viene informato soltanto due giorni prima dell'evento.
Poco prima della diretta televisiva del 17 novembre, Mario Abbate si barrica all'interno del pullman della regia mobile, dichiarando: "Uscite tutti, tra poco salterà tutto in aria". L'artista protesta contro gli organizzatori, sostenendo di essere stato escluso non per ragioni artistiche, bensì a causa di dissapori di natura personale con il direttore artistico Aldo Bovio, estranei all'evento.
Abbate denuncia inoltre l'infiltrazione della cosiddetta "mafia musicale", accusata di esercitare una crescente e prepotente influenza sull'ambiente artistico partenopeo. La protesta dura circa un quarto d'ora, al termine del quale l'artista abbandona la postazione. Sul luogo interviene il commissario Petruzì, che procede alla perquisizione di Abbate senza trovare alcun ordigno. Il cantante precisa successivamente di aver dichiarato che avrebbe "fatto saltare in aria la manifestazione, non certo una bomba".
La Piedigrotta si svolse regolarmente, ma non riuscì a rilanciare il Festival.

## IlFestival Napoletano
Anche se il Festival nasce ufficialmente nel 1952, un primo esempio di Festival della Canzone Napoletana si era tenuto a Sanremo, al Casinò Municipale, nel 1932, e vi parteciparono cantanti come Carlo Buti, Ferdinando Rubino, Mario Pasqualillo. Un secondo spettacolo simile si terrà nel 1933 a Lugano. Entrambe le manifestazioni furono organizzate da Ernesto Murolo e Ernesto Tagliaferri. La direzione artistica fu gestita dal primo e la direzione orchestra e commenti musicali dal secondo.

### Festival Napoletano(Sanremo, 1932)
Elenco delle canzoni, degli autori e dei cantanti che presero parte al Festival Napoletano tenutosi a Sanremo nel 1932.
| Canzone                    | Autori                | Artista                                                |
| -------------------------- | --------------------- | ------------------------------------------------------ |
| 'A frangesa                | (Costa)               | Ada Bruges                                             |
| 'A pacchianella d'Uttaiano | (Capurro-Giannelli)   | Carmencita                                             |
| 'A surrentina              | (G.B. & E. De Curtis) | Milly - Armando Falconi                                |
| Adduormete cu' mme         | (Murolo-Tagliaferri)  | Carlo Buti                                             |
| Ammore canta               | (Murolo-Tagliaferri)  | Vittorio Parisi                                        |
| E ddoie catene             | (Murolo-Tagliaferri)  | Carmencita                                             |
| Funiculì funiculà          | (Turco-Denza)         | Ferdinando Rubino                                      |
| Int'a n'ora Dio lavora     | (Murolo-Tagliaferri)  | Clara Loredano - Pina Gioia - Lola Verbana             |
| Lariulà                    | (Di Giacomo-Costa)    | In coro tutto il cast                                  |
| Marechiaro                 | (Di Giacomo-Tosti)    | Vittorio Parisi                                        |
| Muntevergine               | (Cinquegrana-Valente) | Mario Pasqualillo - Ferdinando Rubino - Alfredo Sivoli |
| Napule                     | (Murolo-Tagliaferri)  | In coro tutto il cast                                  |
| Napule ca se ne va         | (Murolo-Tagliaferri)  | Alfredo Sivoli                                         |
| 'Nbraccio a mme            | (Murolo-Tagliaferri)  | Ferdinando Rubino                                      |
| 'O cunto 'e Mariarosa      | (Murolo-Tagliaferri)  | Ada Bruges                                             |
| 'O paese d"o sole          | (Bovio-D'Annibale)    | In coro tutto il cast                                  |
| 'O sole mio                | (Capurro-Di Capua)    | Mario Massa                                            |
| Paraviso e fuoco eterno    | (Murolo-Tagliaferri)  | Mario Pasqualillo                                      |
| Serenatella amara          | (Bovio-D'Annibale)    | Giorgio Schottler                                      |
| Torna a Surriento          | (G.B. & E. De Curtis) | Vittorio Parisi - Ferdinando Rubino                    |
| Totonno 'e Quagliarella    | (Capurro)             | Arturo Gigliati                                        |
| Ve chiammate               | (Murolo-Valente)      | Nicola Maldacea - Milly                                |
| Voce 'e chitarre           | (Murolo-Tagliaferri)  | Clara Loredano                                         |